# カール・フォン・エスターライヒ＝エステ
カール・フォン・エスターライヒ＝エステ（Karl von Österreich-Este, 1785年11月2日 - 1809年9月2日）は、神聖ローマ皇帝フランツ1世およびマリア・テレジア夫妻の四男フェルディナント大公とその妻のマッサ＝カッラーラ女公マリーア・ベアトリーチェ・デステの五男。オーストリア＝エステ大公。グラン大司教（在職：1808年 - 1809年）。全名はドイツ語でカール・アンブロジウス・ヨーゼフ・ヨハン・バプティスト（Karl Ambrosius Joseph Johann Baptist）。